# Maïdo
« Piton Maïdo » redirige ici. Pour le fromage, voir Piton Maïdo (fromage).
Le piton Maïdo est un sommet montagneux de l'île de La Réunion, département d'outre-mer français dans le sud-ouest de l'océan Indien. Il culmine à 2 205 mètres d'altitude, est situé sur le territoire communal de Saint-Paul et domine le cirque naturel de Mafate.

## Fréquentation touristique

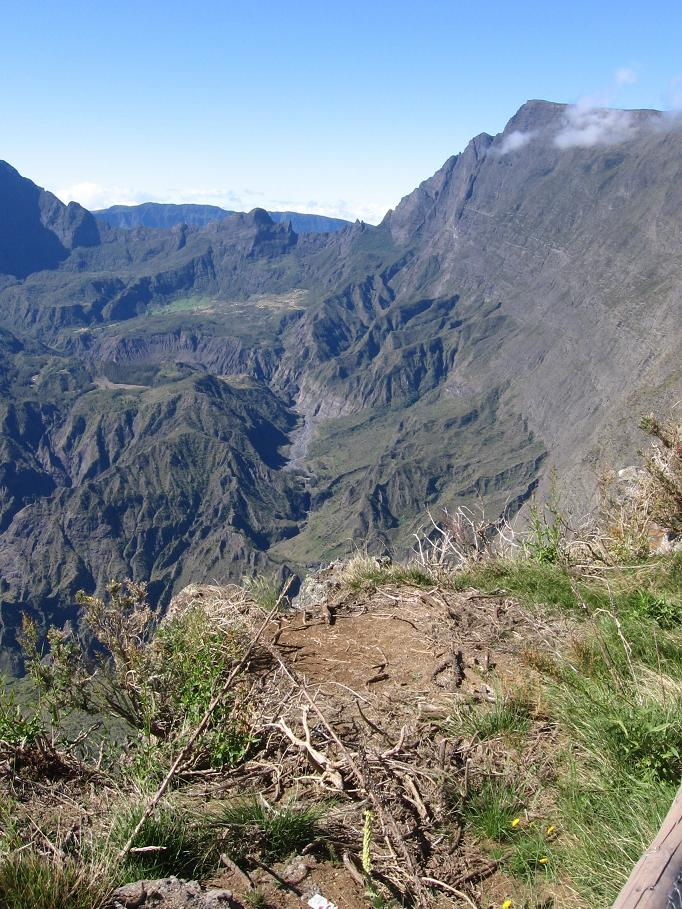
Vue sur le cirque de Mafate à partir du piton

Bordée de tamarins des Hauts dans sa partie centrale, la route forestière du Maïdo qui mène au sommet est appréciée des pique-niqueurs. Un belvédère facilement accessible offre un panorama sur les grands sommets de l'île et en contrebas sur Mafate. Le piton Maïdo est de fait le site naturel le plus visité de l'île après le pas de Bellecombe.
C'est aussi un site de randonnées pédestres d'altitude, avec une entrée possible dans le cirque de Mafate.
En outre, le site est réputé pour ceux qui pratiquent le VTT, dans la mesure où il est possible de descendre par des pistes dédiées du sommet à Saint-Gilles les Bains, sur la côte ouest de l'île. C'est près du sommet qu'est prononcé le départ de la Mégavalanche, épreuve de marathon-descente de classe mondiale organisée chaque année.
Les gens apprécient ce site pour sa luge d'été mais également pour ses parcours qui peuvent être pratiqués à cheval, à VTT ou encore en louant un quad qui offrent des solutions alternatives pour découvrir le site.
Depuis 1986, une messe de l'Ascension est célébrée à moins de trois kilomètres du sommet. En 2017, plus de 1 500 personnes y ont assisté.

## Climatologie
Une station climatologique de renommée internationale, l'observatoire atmosphérique du Maïdo, y est installée depuis 2012. Elle dépend de l'observatoire de physique de l'atmosphère de La Réunion (OPAR).
Le bâtiment a reçu le Prix d'architecture de la Réunion en 2016 pour ses qualités d'intégration dans le paysage. Il est fermé au public.

## Incendies du Maïdo

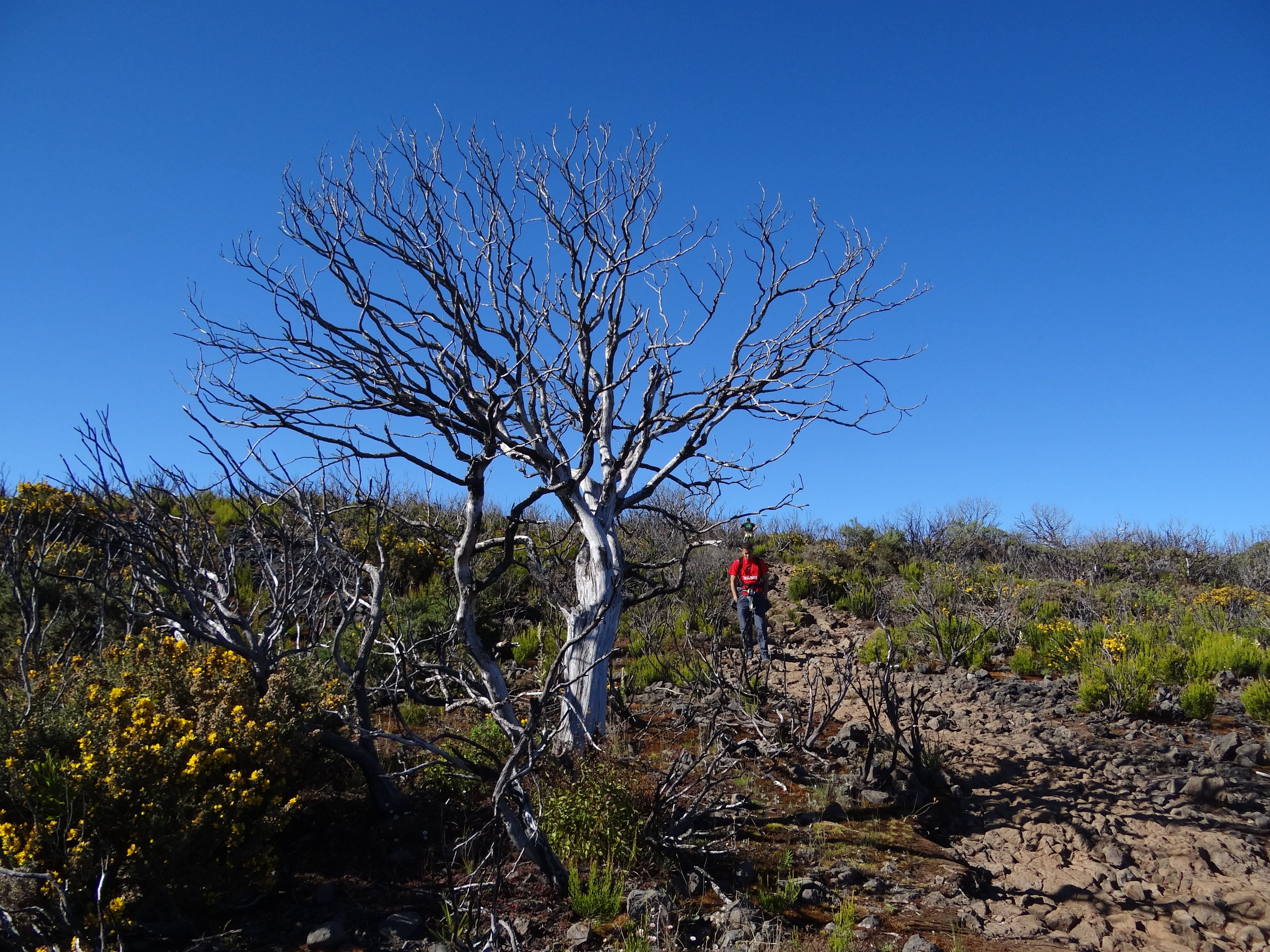
Arbre brûlé et ajoncs en fleur au premier plan.

Maïdo signifie en malgache « terre brûlée ». On suppose que le site a dû connaître des incendies par le passé. Cependant, ceux qui ont eu lieu en 2010, puis en 2011, d'origine criminelle, ont détruit plus de 2 800 hectares de forêt, modifiant de manière irréversible ce milieu naturel unique du parc national de La Réunion. Des espèces endémiques ont totalement disparu, d'autres sont menacées. La régénération de la forêt se fait très lentement, au profit d'espèces invasives, comme l'ajonc d'Europe.